# Neossovietismo
Neossovietismo é uma forma de nacionalismo com reminiscências e elementos imaginários da União Soviética, presente em alguns Estados pós-soviéticos, bem como um movimento político para reviver elementos a União Soviética no mundo moderno com base na nostalgia pela União Soviética. Alguns comentaristas disseram que o atual presidente russo, Vladimir Putin, tem muitos pontos de vista neossoviéticos, especialmente em relação à lei e ordem e à defesa estratégica militar. A ideologia neo-soviética abandona o marxismo-leninismo, mas adota elementos do legado soviético - como o culto da vitória na segunda guerra mundial, o status de potência global, e o estranhamento negativo para com o Ocidente -, está frequentemente associada com o conservadorismo anti-liberal. O neossovietismo também busca acentuar a negatividade da transição da década de 1990, por vezes chamados de Tempos de Problemas. Os discursos e imaginações neo-soviéticas tem tido uma escalada diante da Guerra Russo-Ucraniana, e tem sido um elemento de consolidação de poder para o regime de Putin.

## Neossovietismo nas políticas estatais russas
De acordo com Pamela Druckerman, do The New York Times, um elemento do neossovietismo é que "o governo administra a sociedade civil, a vida política e a mídia".
De acordo com Mathew Kaminski do, The Wall Street Journal, inclui esforços de Putin para expressar a glória da União Soviética, a fim de gerar apoio para uma "grande potência russa revivida no futuro", trazendo de volta memórias de várias realizações russas que legitimaram o domínio soviético, incluindo a vitória soviética contra a Alemanha Nazista. Kaminski continua dizendo que o neossovietismo "oferece o jingoísmo russo despojado de pretensões marxistas internacionalistas" e o usa para assustar os vizinhos da Rússia e gerar patriotismo russo e antiamericanismo.
Andrew Meier do Los Angeles Times em 2008 listou três pontos que expõem o neosovietismo e como a Rússia moderna se assemelha à União Soviética:
- A Rússia era uma terra de discurso duplo. Meier afirma que a Rússia distorceu deliberadamente palavras e fatos sobre vários assuntos, particularmente em relação à Guerra Russo-Georgiana na época, alegando que os Estados Unidos instigaram o conflito e que a Geórgia estava cometendo genocídio na Ossétia do Sul.
- A Rússia estava disposta a aumentar seu poder por todos os meios possíveis, incluindo a dura repressão contra seus próprios cidadãos, com exemplos sendo Mikhail Khodorkovski e as Mães de Beslan.
- A Rússia continua sendo uma terra na qual "o medo do Estado — e seu alcance sufocante — prevalece", ao introduzir inúmeras leis que limitam a liberdade de expressão e promovem a propaganda.

### Conceitos semelhantes em outros países
- Quarto Reich
- Neo-otomanismo